# Parc d'État d'Anastasia
Pour les articles homonymes, voir Anastasia.
Le parc d'État d’Anastasia (anglais : Anastasia State Park) est une réserve naturelle située dans l'État de Floride, au sud-est des États-Unis, dans le comté de St. Johns. Il se trouve à quelque 3,3 km du centre de Saint Augustine.